# بيشوفتزل
بيشوفتزل (بالألمانية: Bischofszell) هي بلدية سويسرية تتبع لمقاطعة فاينفيلدن في كانتون تورغاو. تبلغ مساحتها 11.62 كيلومتر مربع، ويقدر عدد سكانها بـ 5895 نسمة (حسب تعداد ديسمبر 2015).

## توأمة
لبيشوفتزل اتفاقيات توأمة مع كل من:
- توتلينغن
- Battaglia Terme [الإنجليزية]‏
- Waidhofen an der Ybbs [الإنجليزية]‏

## أعلام
- أمير أبرشي
- تيودور ببلياندر